# Кермек широколистий
Кермек широколистий (Limonium platyphyllum) — вид рослин родини кермекові (Plumbaginaceae), зростає у південно-східній і східній Європі.

## Опис
Багаторічна рослина 50–100 см заввишки. Прикореневі листки великі, до 60 см завдовжки і 12 см завширшки. Суцвіття дуже розлоге, часто майже кулясте, з нечисленними малопомітними безплідними гілочками. Чашечка порівняно невелика, 3–4 мм завдовжки. Рослина запушена м'якими пучкуватими волосками, що сидять на горбочках. Прикореневі листки довгасто-еліптичні, тупі або закруглені, не притиснуті до землі. Віночок синьо-фіолетовий.
Час цвітіння: липень і серпень.

## Поширення й екологія
Зростає у південно-східній і східній Європі.
В Україні зростає у степах, на степових схилах і сухих солонцях — у південній частині західного Лісостепу, донецького Лісостепу і по всьому Степу, розсіяно. Заходить у східну частину гірського Криму та на ПБК.